# Nekrolog 1599
Nekrolog
◄◄
| ◄
| 1595
| 1596
| 1597
| 1598
| 1599 | 1600 | 1601 | 1602 | 1603 | ► | ►►
Weitere Ereignisse | Allgemeiner Nekrolog 1599
Die Beschreibung der verstorbenen Person sollte so kurz wie möglich gehalten sein und nur deren signifikante Tätigkeit(en) enthalten.
Neue Namen ggf. auch unter dem Geburts- und Sterbedatum, also etwa unter 1. Januar und im Geburts- und Sterbejahr (2024) eintragen (nur bei entsprechender großer Wichtigkeit). Für Beispiele siehe die schon vorhandenen Artikel.
Außerdem über die fünf zuletzt Verstorbenen, zu denen es einen ausreichend guten Artikel für eine Präsentation auf der Hauptseite gibt, nach der todesbedingten Überarbeitung der Artikel ggf. auch unter Wikipedia Diskussion:Hauptseite informieren und sie am besten auch in den anderen Wikipedia-Sprachversionen eintragen. Tipp: Regelmäßig bei news.google.de nach „ist tot“, „gestorben“ oder „verstorben“ suchen.
Wenn eine Person gestorben ist, gibt es viele Seiten zu dieser Person in der Wikipedia, die davon auch betroffen sind und entsprechend aktualisiert werden müssen. Beispiele: Namenübersichtsseite, Geburtsjahr, Geburtsort-Seiten und viele mehr.
Wie finde ich die betroffenen Seiten?
Im Suchfeld auf der linken Seite gibt man den Suchbegriff so ein: „Vorname Nachname“. Dann klickt man auf Volltext und alle Seiten mit entsprechendem Suchtext werden aufgerufen. Hier sieht man dann schnell, wo auch das Todesjahr Sinn macht oder sogar ein Teil des Artikels angepasst werden muss. Auch hilft das „Werkzeug“ auf der linken Seite sehr gut, um solche Seiten aufzufinden: „Links auf diese Seite“. Somit ist die Wikipedia wieder aktuell in allen Bereichen! Hinweis: bei Eintragung der Kategorie „Gestorben JAHR“ wird der Missbrauchsfilter 49 ausgelöst, was jedoch nicht schlimm ist. Siehe: Spezial:Missbrauchsfilter/49
Dies ist eine Liste von im Jahr 1599 verstorbenen bekannten Persönlichkeiten. Die Einträge erfolgen innerhalb der einzelnen Daten alphabetisch sortiert. Tiere sind im Nekrolog für Tiere zu finden.

## Januar
| Tag        | Name                | Beruf, bekannt als                                   | Alter | Beleg |
| ---------- | ------------------- | ---------------------------------------------------- | ----- | ----- |
| 13. Januar | Edmund Spenser      | englischer Dichter                                   |       |       |
| 16. Januar | Arnold Bonnus       | Jurist und Lübecker Bürgermeister                    |       |       |
| 21. Januar | Anton               | Bischof von Minden                                   | 49    |       |
| 22. Januar | Cristofano Malvezzi | italienischer Organist und Komponist der Renaissance | 51    |       |
| 22. Januar | Silvio Savelli      | Kardinal der katholischen Kirche                     | 48    |       |
| 23. Januar | Johannes Stricker   | lutherischer Pfarrer und Dramatiker                  |       |       |
| 25. Januar | Georg Vetter        | deutscher Kirchenlieddichter                         |       |       |

## Februar
| Tag         | Name                   | Beruf, bekannt als                                                                        | Alter | Beleg |
| ----------- | ---------------------- | ----------------------------------------------------------------------------------------- | ----- | ----- |
| 14. Februar | Alfonso Chacón         | spanischer Dominikaner, Antiquar, Kirchenhistoriker, Christlicher Archäologe und Zeichner | 68    |       |
| 22. Februar | Garcia de Loaysa Giron | spanischer Bischof der katholischen Kirche                                                |       |       |

## März
| Tag      | Name                    | Beruf, bekannt als                                  | Alter | Beleg |
| -------- | ----------------------- | --------------------------------------------------- | ----- | ----- |
| 1. März  | Edzard II.              | Graf von Ostfriesland                               | 66    |       |
| 6. März  | Peter Heige             | deutscher Jurist und sächsisches Regierungsmitglied | 39    |       |
| 9. März  | Detlev von Ahlefeldt    | Herr auf Haseldorf und Osterrade                    |       |       |
| 17. März | Caspar von Schönberg    | französischer Offizier                              |       |       |
| 28. März | Johannes Rueff          | österreichischer Zisterzienser und Abt              |       |       |
| 31. März | Rudolf von Salis-Soglio | kaiserlicher Feldzeugmeister, Kriegsrat             |       |       |

## April
| Tag       | Name                      | Beruf, bekannt als                                                                 | Alter | Beleg |
| --------- | ------------------------- | ---------------------------------------------------------------------------------- | ----- | ----- |
| 5. April  | Liborius Hofmann          | deutscher Rechtswissenschaftler                                                    |       |       |
| 10. April | Gabrielle d’Estrées       | Mätresse des französischen Königs Heinrich IV.                                     |       |       |
| 16. April | Anna von Viermund         | Freifrau von Nordenbeck, Gräfin von Waldeck, Freifrau von Winnenberg und Beilstein |       |       |
| 17. April | Maeda Toshiie             | japanischer Daimyō der Sengoku-Zeit                                                |       |       |
| 22. April | Lorenz Scholz von Rosenau | deutscher Botaniker und Arzt                                                       | 46    |       |
| 28. April | Josias Marcus             | deutscher Rechtswissenschaftler und Beamter                                        |       |       |

## Mai
| Tag     | Name                        | Beruf, bekannt als                                                       | Alter | Beleg |
| ------- | --------------------------- | ------------------------------------------------------------------------ | ----- | ----- |
| 1. Mai  | Johann von Gemmingen        | pfalz-neuburgischer Kammermeister, Jägermeister und Rat                  |       |       |
| 1. Mai  | Johann VII. von Schönenberg | Erzbischof und Kurfürst von Trier (1581–1599)                            |       |       |
| 2. Mai  | Georg Meder                 | Dichter und Astronom                                                     | 63    |       |
| 12. Mai | Edo Hildericus              | deutscher Historiker, Mathematiker, Philologe und evangelischer Theologe |       |       |
| 16. Mai | Balthasar Rüffer            | deutscher Politiker, Würzburger Oberbürgermeister                        | 65    |       |
| 28. Mai | Maria von Nassau            | Gräfin von Nassau                                                        | 60    |       |

## Juni
| Tag      | Name                               | Beruf, bekannt als                                                                | Alter | Beleg |
| -------- | ---------------------------------- | --------------------------------------------------------------------------------- | ----- | ----- |
| 1. Juni  | Guido Panzirolus                   | italienischer Jurist und Hochschullehrer                                          | 76    |       |
| 2. Juni  | Philipp V.                         | deutscher Adliger, Graf von Hanau-Lichtenberg                                     | 58    |       |
| 5. Juni  | Josua Maaler                       | Schweizer Pfarrer und Lexikograph                                                 | 69    |       |
| 7. Juni  | Henry Porter                       | englischer Dramatiker                                                             |       |       |
| 13. Juni | Peter Boeckel                      | niederländischer Maler und Kartograf                                              |       |       |
| 14. Juni | Friedrich von Seidel               | deutscher Bürgermeister                                                           | 45    |       |
| 21. Juni | Bernhard IV. von Angelach-Angelach | Reichsritter im Ritterkanton Kraichgau aus dem Geschlecht der Herren von Angelach |       |       |

## Juli
| Tag      | Name                            | Beruf, bekannt als                                                              | Alter | Beleg |
| -------- | ------------------------------- | ------------------------------------------------------------------------------- | ----- | ----- |
| 1. Juli  | Meliora vom Grüth               | Schweizer Benediktinerin und Meisterin des Klosters Hermetschwil                |       |       |
| 1. Juli  | Paul Pfinzing                   | deutscher Mathematiker und Kartograf                                            | 44    |       |
| 11. Juli | Chōsokabe Motochika             | japanischer Daimyo                                                              |       |       |
| 15. Juli | Franz Sales                     | franco-flämischer Komponist der Renaissance                                     |       |       |
| 19. Juli | Christoph Vitzthum von Eckstedt | kursächsischer Oberst und Stiftshauptmann                                       |       |       |
| 23. Juli | Georg Hamberger                 | deutscher Arzt, Hochschullehrer und Rektor an der Universität Tübingen          |       |       |
| 25. Juli | Carl von Friesen                | deutscher Rittergutsbesitzer, Oberküchenmeister, Hofmarschall und Amtshauptmann |       |       |
| 30. Juli | Philippe Hurault de Cheverny    | Kanzler von Frankreich, Graf von Cheverny                                       | 71    |       |
| 30. Juli | Philipp Lonicer                 | deutscher Historiker und evangelischer Theologe                                 |       |       |

## August
| Tag        | Name                  | Beruf, bekannt als                   | Alter | Beleg |
| ---------- | --------------------- | ------------------------------------ | ----- | ----- |
| 3. August  | Elisabeth Strupp      | deutsche Frau, als Hexe hingerichtet |       |       |
| 10. August | Johann Münch          | deutscher Rechtswissenschaftler      | 62    |       |
| 22. August | Luca Marenzio         | italienischer Komponist              |       |       |
| August     | Magdalene von Waldeck | deutsche Adlige                      |       |       |

## September
| Tag           | Name                | Beruf, bekannt als                                               | Alter | Beleg |
| ------------- | ------------------- | ---------------------------------------------------------------- | ----- | ----- |
| 1. September  | Cornelis de Houtman | niederländischer Seefahrer und Entdecker                         | 34    |       |
| 2. September  | Lorenz Schütter     | Herrschaftsbesitzer                                              |       |       |
| 5. September  | Caspar Borcholt     | bremischer hildesheimischer und lüneburgischer Rat               |       |       |
| 11. September | Beatrice Cenci      | römische Patrizierin                                             | 22    |       |
| 15. September | Gerard Bontius      | niederländischer Mediziner, Botaniker, Mathematiker und Astronom |       |       |
| 17. September | Isha Khan           | indischer Herrscher                                              | 70    |       |
| 20. September | Hermann Kruse       | deutscher evangelisch-lutherischer Geistlicher                   |       |       |

## Oktober
| Tag         | Name                        | Beruf, bekannt als                                                                | Alter | Beleg |
| ----------- | --------------------------- | --------------------------------------------------------------------------------- | ----- | ----- |
| 9. Oktober  | Reginald Scot               | englischer Schriftsteller und Gegner des Hexenwahns                               |       |       |
| 16. Oktober | Jakob Regnart               | franco-flämischer Komponist der Renaissance                                       |       |       |
| 18. Oktober | Daniel Adam z Veleslavína   | böhmischer Schriftsteller und Verleger, Mitglied der Unität der Böhmischen Brüder | 53    |       |
| 23. Oktober | Schweikhard von Helfenstein | deutscher Graf, Präsident des Reichskammergerichtes, kaiserlicher Statthalter     | 60    |       |
| 31. Oktober | Andreas Báthory             | Kardinal, Fürst von Siebenbürgen                                                  |       |       |

## November
| Tag          | Name                | Beruf, bekannt als                                 | Alter | Beleg |
| ------------ | ------------------- | -------------------------------------------------- | ----- | ----- |
| 4. November  | Pedro da Fonseca    | portugiesischer Philosoph, Jesuit und Theologe     |       |       |
| 7. November  | Gaspare Tagliacozzi | italienischer Chirurg und Anatom                   |       |       |
| 8. November  | Francisco Guerrero  | spanischer Komponist der Renaissance               |       |       |
| 11. November | Shahbaz Khan Kamboh | General des indischen Großmoguls Akbar             |       |       |
| 12. November | Jakob Meier         | Schweizer Benediktinermönch, Abt des Klosters Muri |       |       |
| November     | Anna von Palant     | deutsche Humanistin und neulateinische Dichterin   |       |       |

## Dezember
| Tag          | Name                            | Beruf, bekannt als                                                               | Alter | Beleg |
| ------------ | ------------------------------- | -------------------------------------------------------------------------------- | ----- | ----- |
| 5. Dezember  | Johanna von Hanau-Lichtenberg   | Tochter des Grafen Philipp IV. (Hanau-Lichtenberg)                               | 56    |       |
| 11. Dezember | Christoph Ulrich von Pappenheim | Reichserbmarschall und der letzte Repräsentant der Linie Pappenheim-Gräfenthal   |       |       |
| 13. Dezember | Enrico Caetani                  | italienischer Kardinal und Bischof                                               | 49    |       |
| 19. Dezember | Sebastian Westernacher          | deutscher Beamter und Diplomat (Habsburgermonarchie)                             |       |       |
| Dezember     | Thomas Byng                     | englischer Jurist und Regius Professor of Civil Law an der Universität Cambridge |       |       |

## Datum unbekannt
| Tag | Name                              | Beruf, bekannt als                                 | Alter | Beleg |
| --- | --------------------------------- | -------------------------------------------------- | ----- | ----- |
|     | William Borough                   | englischer Entdecker, Marineoffizier und Kartograf |       |       |
|     | Pierre Woeiriot de Bouzey         | französischer Maler, Kupferstecher und Medailleur  |       |       |
|     | Burkhard VI. von Cramm            | Statthalter von Hessen-Marburg                     |       |       |
|     | Antoine Caron                     | französischer Maler                                |       |       |
|     | Wendel Dietterlin                 | deutscher Maler, Baumeister und Bauthoretiker      |       |       |
|     | Gallus Emmenius                   | Stadtphysikus Zittaus                              |       |       |
|     | Martin Hofmann                    | Späthumanist und Chronist                          |       |       |
|     | Johann Knobloch                   | deutscher Mediziner und Pestarzt                   |       |       |
|     | Cornelius Krommeny                | niederländischer Maler und Hofmaler in Güstrow     |       |       |
|     | Margaretha von der Marck-Arenberg | Gräfin von Arenberg                                |       |       |
|     | Menocchio                         | italienischer Müller                               |       |       |
|     | Rumold Mercator                   | Kartograf                                          |       |       |
|     | Johann Peschel                    | deutscher Theologe und Gartengestalter             |       |       |
|     | Şerefhan                          | kurdischer Schriftsteller und Fürst                |       |       |
|     | Orazio Torsellini                 | italienischer Jesuit und Autor                     |       |       |
|     | Julià Andreu Vilanova             | katalanischer Komponist und Chormeister            |       |       |
|     | Hermann Wulff                     | deutscher Baumeister                               |       |       |